# Kashmir
Kashmir — песня британской рок-группы Led Zeppelin из альбома Physical Graffiti, была выпущена 24 февраля 1975 года. 
«Kashmir» была написана Джимми Пэйджем и Робертом Плантом с некоторым вкладом в создание Джона Бонэма. Композиция создавалась на протяжении около 3 лет (текст создавался начиная с 1973 года и носил название «Driven to Kashmir»). 
Это одна из немногих песен группы в жанре прогрессивного рока.
Песня имеет повторяющийся гитарный рифф (впервые появившийся на домашних/студийных записях Пэйджа), дополняемый в некоторых местах также повторяющейся партией меллотрона. Примечательно, что партии струнных и духовых инструментов исполняли специально приглашённые сессионные музыканты (что редко бывало в записях Led Zeppelin). 
Также, в песне используются мотивы народной арабской и индийской музыки, наиболее отчётливо слышные в самой середине и в конце композиции. Их написал Пейдж, который имел возможность во время создания песни работать с ситаром — традиционным восточным струнным музыкальным инструментом.
Текст песни был создан после посещения пустыни Сахара, несмотря на то, что сам Кашмир расположен в северо-западной части Индии. Кроме того, на момент написания композиции никто из членов группы не посещал Кашмир.
Композиция имеет продолжительность 8 минут 29 секунд, что было очень долго для проигрывания радиостанциями. Несмотря на это, «Kashmir» всё-таки попал в радиоэфир, в особенности благодаря эффекту популярности другой песни Led Zeppelin — «Stairway to Heaven», длящейся 8 минут 2 секунды.

## Достижения
Все члены Led Zeppelin считают «Kashmir» одним из главных достижений группы. 
По мнению Джона Пола Джонса, басиста и клавишника группы, «Kashmir» вобрала в себя все элементы звучания Led Zeppelin, а по словам Планта, «Kashmir» — «окончательная песня Led Zeppelin».
Композиция получила большое число наград среди музыкальных изданий разных стран. Наиболее яркими являются:
| Издание        | Страна         | Номинация                                       | Год  | Ранг |
| -------------- | -------------- | ----------------------------------------------- | ---- | ---- |
| «Classic Rock» | США            | «50 классических рок-песен всех времён»         | 1995 | 20   |
| «Classic Rock» | Великобритания | «10 величайших песен, когда-либо создававшихся» | 1999 | 23   |
| VH1            | США            | «100 величайших рок-песен всех времён»          | 2000 | 62   |
| Rolling Stone  | США            | «500 величайших песен всех времён»              | 2003 | 140  |
| Blender        | США            | «Песни с 500 дисков, которые ты должен иметь»   | 2003 | *    |
| Q              | Великобритания | «1010 песен, которые ты должен иметь»           | 2004 | *    |
| Q              | Великобритания | «Окончательная музыкальная коллекция — рок»     | 2005 | *    |
| Q              | Великобритания | «100 величайших песен всех времён»              | 2006 | 74   |
| VH1            | США            | «Величайшие хард-рок композиции по версии VH1»  | 2009 | 21   |
| JJJ            | Австралия      | «Горячая 100 всех времён»                       | 2009 | 98   |

(*) обозначает не пронумерованные списки